# Polimnest d'Esparta
Polimnest d'Esparta (en llatí Polymnestus, en grec antic Πολύμνηστος) fill de Meles de Colofó, va ser un poeta èpic, elegíac i líric, i un músic grec.
Va florir poc després de Taletes al que va dedicar un poema a petició dels espartans, segons Pausànias, i abans que Alcman que el va mencionar. Sembla per tant que seria contemporani d'aquests dos poetes i hauria florit vers el 675 al 645 aC. Pertanyia a l'escola dòrica de música que floria en aquest temps a Esparta, on va continuar les millores introduïdes per Taletes. Va inventar una nova classe de nomes aulòdics que van agafar el seu nom (Πολυμνήστιον), segons Plutarc. Els poetes àtics el van atacar pel caràcter eròtic de la seva poesia, sobretot Aristòfanes i Cratí. Com a poeta elegíac pot ser considerat el predecessor del seu compatriota Mimnerm. Fabricius l'inclou a la seva Bibliotheca Graeca.